# Ketanon
Ketanon is een bestuurslaag in het regentschap Tulungagung van de provincie Oost-Java, Indonesië. Ketanon telt 8875 inwoners (volkstelling 2010).